# فرانکفورت رهاین-ماین رگیونال اوتهوریتو
فرانکفورت رهاین-ماین رگیونال اوتهوریتو (به آلمانی: Regionalverband FrankfurtRheinMain) یک منطقهٔ مسکونی در آلمان است که در فرانکفورت واقع شده‌است. فرانکفورت رهاین-ماین رگیونال اوتهوریتو ۲٬۲۹۵٬۵۸۸ نفر جمعیت دارد.